# Zbrodnia w Rakowiskach
Zbrodnia w Rakowiskach – zabójstwo małżeństwa Agnieszki i Jerzego Niedźwiedziów przez syna pary – Kamila Niedźwiedzia – oraz jego przyjaciółkę, Zuzannę Maksymiuk, które wydarzyło się 13 grudnia 2014 w Rakowiskach niedaleko Białej Podlaskiej w województwie lubelskim w Polsce.

## Tło
W 2013 małżeństwo Niedźwiedziów przeprowadziło się wraz z synem Kamilem do nowego domu w Rakowiskach. Agnieszka była nauczycielką języka rosyjskiego w III Liceum Ogólnokształcącym im. Adama Mickiewicza w Białej Podlaskiej, Jerzy był pułkownikiem Straży Granicznej. Latem 2014 roku Kamil nawiązał zażyłą relację z koleżanką ze szkoły, Zuzanną Maksymiuk. Rodzice nastolatka byli przeciwni tej znajomości i byli przekonani, że Zuzanna ma zły wpływ na ich syna.
Zuzanna wraz z Kamilem postanowili zabić Agnieszkę i Jerzego z powodu ich sprzeciwu wobec przyjaźni.

## Sprawcy
Zuzanna Maksymiuk w momencie zbrodni miała 18 lat i była uczennicą II Liceum Ogólnokształcącego w Białej Podlaskiej. W dzieciństwie wychowywała się bez udziału ojca, z którym kontakt nawiązała dopiero w wieku nastoletnim. Niedługo po tym, kiedy zaczęła nawiązywać kontakty rodzinne z ojcem, ten zmarł. Dziewczyna bardzo to przeżywała i, jak sama twierdziła, po tych wydarzeniach zdecydowała się na karierę poetycką. Pisała wiersze, a na kilka miesięcy przed atakiem wydała pierwszy tomik poezji pod tytułem 33, używając pseudonimu literackiego „Maria Goniewicz”. W szkołach, do których uczęszczała, była znana z wagarowania i manipulowania jej rówieśnikami. Była aktywna w mediach społecznościowych, w tym na portalu Facebook gdzie na swoim fanpage’u publikowała także wiersze, m.in. wraz z własnymi przefiltrowanymi na czarno-biało zdjęciami, grafikami antyreligijnymi lub mogącymi urażać uczucia religijne, a także osób z nożami. W 2012 roku nawiązała relację intymną z młodszą uczennicą szkoły, do której wówczas chodziła; dziewczęta uprawiały ze sobą seks, a ponieważ uczennica ta miała wówczas mniej niż 15 lat – Maksymiuk popełniła przestępstwo. Za obcowanie płciowe z małoletnią (oraz udostępnianie małoletnim marihuany) została skazana na karę pozbawienia wolności w zawieszeniu; było to kilka miesięcy przed następnym wyrokiem w procesie o zbrodnię w Rakowiskach.
Kamil Niedźwiedź w momencie zbrodni miał także 18 lat i był uczniem I Liceum Ogólnokształcącego imienia Kraszewskiego w Białej Podlaskiej. Uczeń, według opinii kolegów i nauczycieli ze szkoły, nie sprawiał wcześniej problemów. Zacząć się one miały, gdy poznał Zuzannę Maksymiuk i nawiązał z nią bliższą relację. Wówczas zaczął wagarować i cały czas spędzać praktycznie tylko z dziewczyną, co bardzo nie podobało się jego rodzicom. Zaczął także zażywać narkotyki, którymi miała częstować go Maksymiuk. Z relacji innych uczniów wynikało, że był cichy i spokojny. Zdaniem wielu ekspertów i osób, które przyglądały się tej sprawie, Zuzanna mogła zmanipulować chłopaka do popełnienia tej zbrodni, chociaż nie ma na to żadnych jednoznacznych dowodów.
Sprawcy, według własnych słów, zaczęli planować zbrodnię podczas oglądania filmów przepełnionych przemocą i agresją, w tym American Psycho, Urodzeni mordercy oraz kilkoma filmami Quentina Tarantino i Davida Lyncha. Zuzanna pewnego razu podczas jednego z takich seansów miała zażartować, że mogliby w ten sposób, co w jednym z filmów, zamordować także rodziców Kamila. Początkowo mieli oboje uznać to za żart, ale później zaczęli planować zbrodnię na poważnie. Motywem miał być głównie brak akceptacji dla ich przyjaźni ze strony rodziców chłopaka, ponadto podczas jazdy do Krakowa wraz z dwójką ich przyjaciół już po dokonaniu zbrodni Zuzanna opowiedziała im o morderstwie, którego dokonali, mówiąc im także, że za milczenie w tej sprawie dostaną od niej 200 tysięcy złotych pochodzących ze sprzedaży samochodów zabitych rodziców chłopaka.

### Zdarzenia poprzedzające zabójstwo
Nastolatkowie zaczęli planować przebieg zabójstwa, inspirując się m.in. filmem American Psycho. Alibi dla nich miał zapewnić udział Zuzanny w wieczorze literackim o nazwie Poezje i herezje, odbywający się 14 grudnia 2014 w Krakowie.
Zuzanna skontaktowała się ze znajomym studentem z Poznania, Marcinem S., aby ten zawiózł ją wraz z Kamilem z Warszawy do Krakowa w zamian za 10 tys. zł. Pieniądze miała ukraść z domu Kamila po zabójstwie jego rodziców, jednak nie przekazała Marcinowi S. swoich planów.
12 grudnia 2014 Zuzanna zabrała z domu dwa noże i udała się wraz z Kamilem do Warszawy, na miejscu kupując gumowe rękawiczki oraz kombinezony ochronne. Chcieli także zakupić prochowiec podobny do noszonego w jednym z ich ulubionych filmów przez głównego bohatera, ale nie znaleźli płaszcza w żadnym ze sklepów. Stamtąd zostali zabrani przez Marcina S. oraz jego dziewczynę – Lindę M. – do Krakowa. W drodze Kamil wysłał do matki wiadomość SMS z informacją, że wraz z Zuzanną są już prawie w Krakowie. Zuzanna przekazała nagle kierowcy, że zapomniała zabrać laptopa i muszą wrócić do Rakowisk.

## Przebieg zabójstwa
Kamil wraz z Zuzanną wysiedli na polnej drodze niedaleko domu rodziców Niedźwiedzia, gdzie w pobliskich krzakach przebrali się w kombinezony i zdjęli buty. Kamil po wejściu na posesję wyprowadził do ogrodu psa ponieważ, jak twierdził, mógł on zepsuć im plan. Nastolatkowie weszli razem do sypialni rodziców Kamila około 2:00 w nocy i przy pomocy przygotowanych wcześniej noży zaatakowali śpiących Agnieszkę i Jerzego, zadając im po kilkanaście ciosów. Jerzemu udało się wytrącić napastniczce nóż z ręki, jednak został przez nią ugryziony. Kiedy ponownie próbował się bronić, jego syn Kamil wbił mu nóż w plecy, a wówczas Zuzanna wydłubała mu oczy paznokciami i pocięła jego ręce nożem. Agnieszce udało się wtedy wydostać z domu, jednak została zauważona i wciągnięta z powrotem przez syna. Ten następnie trzykrotnie poderżnął jej gardło za pomocą noża. Ze względu na obawę pozostawienia śladów DNA na ręce Jerzego podczas ugryzienia go przez Zuzannę, nastolatkowie podjęli próbę odcięcia mu ręki, jednak ze względu na stępione noże, nie udało im się to. Nastoletni mordercy przebrali się i wrócili do samochodu, w którym czekał na nich Marcin S. z Lindą M. Podczas ich jazdy do Krakowa, Zuzanna opowiedziała im o dokonanym zabójstwie.

## Po zabójstwie
Nad ranem jeden z sąsiadów zauważył otwarte drzwi do domu państwa Niedźwiedziów i brunatne plamy na ścianie. Zawiadomił policję o włamaniu. Przybyli na miejsce policjanci trafili na zwłoki Agnieszki przy drzwiach wejściowych oraz leżące w sypialni zwłoki Jerzego. W domu było pełno śladów krwi – były one rozbryzgane w pokojach, na podłodze, na ścianach, firankach i werandzie. Policjant biorący udział w oględzinach miejsca zbrodni przyznał w wywiadzie dla portalu Gazety Wyborczej, że nigdy w życiu nie widział nawet w horrorach gore krwawszej zbrodni. Kamil Niedźwiedź został wytypowany na sprawcę zbrodni, a następnie aresztowany wraz z Zuzanną Maksymiuk w Krakowie, w mieszkaniu przy ul. Słomianej. Przyznali się oni do winy i opisali ze szczegółami przebieg zdarzenia. Podobno Zuzanna w momencie przesłuchania szczyciła się dokonaną zbrodnią lub wydawała się z niej być co najmniej zadowolona. Tego samego dnia, Marcin S. oraz Linda M. zgłosili się na policję i zostali oskarżeni o pomoc w zacieraniu śladów zbrodni.

## Wyrok i kara
W 2015 Sąd Okręgowy w Lublinie skazał Zuzannę M. i Kamila N. na 25 lat pozbawienia wolności. Wyrok został prawomocnie podtrzymany przez Sąd Apelacyjny w Lublinie w 2016, orzekając o możliwości ubiegania się o warunkowe zwolnienie najwcześniej po 20 latach odbywania kary. W 2017 Sąd Najwyższy oddalił kasację Prokuratora Generalnego Zbigniewa Ziobry, według którego kara 25 lat pozbawienia wolności była za niska i zasadne byłoby dożywocie.
W trakcie odbywania kary Kamil wyrażał skruchę i poczucie winy z powodu dokonanej zbrodni. Maksymiuk wyraziła ją niedługo przed ostatnimi rozprawami i wyrokiem skazującym, prawdopodobnie w celu złagodzenia kary dla niej. 
W 2015 Sąd Okręgowy w Lublinie skazał Marcina S. na rok więzienia w zawieszeniu na 3 lata i grzywnę w wysokości 8 tys. zł., a Lindę M. na 8 miesięcy więzienia w zawieszeniu na 3 lata i 5 tys. zł. grzywny za utrudnianie postępowania karnego poprzez pomaganie sprawcom zbrodni.  
W 2016 roku Zuzanna w więzieniu wygrała konkurs literacki dla osadzonych.

## Odniesienia w kulturze
Zabójstwo stało się inspiracją do powstania spektaklu „Enterorestes” w reżyserii Grzegorza Grecasa, przygotowanego przez studentów Wydziału Aktorskiego Akademii Sztuk Teatralnych w Krakowie. Premiera spektaklu miała miejsce 8 grudnia 2015 w Centrum Kultury w Lublinie.
Kulisy morderstwa zostały przedstawione w jednym z odcinków serialu dokumentalnego „Polskie zabójczynie”, wyemitowanego po raz pierwszy w kanale Crime+Investigation Polsat 4 kwietnia 2018.
Premierowy odcinek serialu dokumentalnego „Tajemnice polskich morderstw” platformy Viaplay, pt. „Śmierć we śnie”, był poświęcony tejże sprawie.

### Naśladowcy
25 stycznia 2020 roku w Chełmie 14-letni Łukasz Wach dokonał podobnej zbrodni, zabijając nożem i młotkiem własną macochę i raniąc starszego brata w ich domu. Następnie chciał dokonać masakry ostrymi narzędziami w pobliskim domu kultury, ale został aresztowany przez policję. Wach miał obsesję na punkcie zbrodni Zuzanny i Kamila w Rakowiskach, a także strzelanin w szkołach w Stanach Zjednoczonych.